# Pythium
Pythium — рід грибів родини Pythiaceae. Класифіковано 1858 року.

## Поширення та середовище існування
Гриби цього роду широко розповсюджені у природі в дуже різноманітних умовах існування. Їх можна зустріти у воді і ґрунті на рештках рослинного і тваринного походження. Багато видів є паразитами вищих рослин, водоростей, грибів, тварин на всіх континентах.

## Значення
Види роду Pythium викликають досходову та післясходову кореневу гниль різних сільськогосподарських культур (овочевих, бобових, бавовнику, цукрового буряка). За кореневі та прикореневі гнилі хрестоцвітих відповідальні Pythium debaryanum, Pythium aphanidermatum, Pythium arrhenomanes, Pythium irregulare, Pythium monospermum, Pythium sylvaticum, Pythium ultimum, Pythium hydnosporum, за гниль сходів — Pythium debaryanum, Pythium aphanidermatum, Pythium sylvaticum, за білу гниль гіпокотилей проростків — Pythiumm egalacanthum, за судинний некроз — Pythium irregulare. Збудниками кореневих гнилей Brassica napus є Pythium spinosum, Pythium debaryanum, Pythium splendens, Pythium artotrogus.

## Види
База даних Species Fungorum станом на 27.10.2019 налічує 145 видів роду Pythium (докладніше див. Список видів роду Pythium).